# Međunarodni instrumenti za zaštitu ljudskih prava
Međunarodni instrumenti za zaštitu ljudskih prava su međunarodni sporazumi, povelje i drugi dokumenti koji služe kao izvori međunarodnog prava ljudskih prava. Brojni instrumenti usvojeni od strane različitih grupa i organizacija najšire se mogu podijeliti na deklarativne (neobvezujuće dokumente koji daju preporuke) i bar nominalno obvezujuće instrumente (gdje kontrola provedbe znatno varira). Mehanizmi se mogu podijeliti i na opće (odnose se na sve), globalne (usvojene od velikog broj zemalja širom svijeta, najčešće u okviru UN-a) i regionalne. Uz međunarodne instrumente za zaštitu ljudskih prava ova su prava prepoznata i zaštićena i nacionalnim mehanizmima za zaštitu ljudskih prava koji su usvojeni u pojedinoj zemlji. Primjer nacionalnog mehanizma za zaštitu ljudskih prava u Hrvatskoj je Ustavni zakon o pravima nacionalnih manjina.

## Popis međunarodnih mehanizama
Ovaj popis sadrži najvažnije međunarodne mehanizme za zaštitu ljudskih prava i kao takav nije sveobuhvatan.

### Deklaracije

#### Opće ili globalne
- Deklaracija o pravima djeteta (1923.)
- Opća deklaracija o ljudskim pravima (UN, 1948.)
- Deklaracija o pravima osoba s invaliditetom (UN, 1975.)
- Deklaracija o pravu na razvoj (UN, 1986.)
- Bečka deklaracija i program djelovanja (Svjetska konferencija o ljudskim pravima, 1993.)
- Pekinška deklaracija i Platforma za djelovanje (Četvrta svjetska konferencija o ženama, 1995.)
- Deklaracija o ljudskim dužnostima i odgovornostima (UNESCO, 1998.)
- Opća deklaracija UNESCO-a o kulturnoj raznolikosti (UNESCO, 2001.)
- Deklaracija o pravima domorodačkih naroda (UN, 2007.)
- Deklaracija Ujedinjenih naroda o seksualnoj orijentaciji i rodnom identitetu (UN, 2008.)

#### Regionalne
- Američka deklaracija o pravima i dužnostima čovjeka (OAD, 1948.)
- Američka deklaracija o pravima domorodačkog stanovništva (OAD, 2016.)
- Deklaracija o temeljnim dužnostima naroda i vlada ASEAN-a (Regionalno vijeće za ljudksa prava u Aziji, 1983.)
- ASEAN-ova deklaracija o ljudskim pravima (ASEAN, 2009.)
- Deklaracija o ljudskim pravima u islamu (OIS, 1990.)

### Konvencije

#### Opće ili globalne
UN-ov Ured Visokog povjerenika za ljudska prava devet konvencija smatra temeljnim konvencijama za zaštitu ljudskih prava.
- Međunarodna konvencija o ukidanju svih oblika rasne diskriminacije: ICERD (21. prosinac 1965.)
- Međunarodni pakt o građanskim i političkim pravima: ICCPR (16. prosinac 1966.)
- Međunarodni pakt o gospodarskim, socijalnim i kulturnim pravima: ICESCR (16. prosinac 1966.)
- Konvencija o uklanjanju svih oblika diskriminacije žena: CEDAW (18. prosinac 1979.)
- Konvencija Ujedinjenih naroda protiv torture: CAT (10. prosinac 1984.)
- Konvencija o pravima djeteta: CRC (20. studeni 1989.)
- Međunarodna konvencija o zaštiti prava svih radnika migranata i članova njihovih obitelji: ICMW (18. prosinac 1990.)
- Konvencija o pravima osoba s invaliditetom: CRPD (13. prosinac 2006.)
- Međunarodnu konvenciju o zaštiti svih osoba od prisilnog nestanka: CPED (20. prosinac 2006.)

Ostale opće ili globalne konvencije su i sljedeće:
- Konvencija o sprečavanju i kažnjavanju zločina genocida (1948.)
- Konvencija o smanjenju apatridije (1961.)
- Konvencija o statusu izbjeglica (1951.) i Protokol o statusu izbjeglica (1967.)
- Međunarodna konvencija o suzbijanju i kažnjavanju zločina apartheida (1973.)
- Konvencija o autohtonim i plemenskim narodima (1989.)
- Deklaracija o borcima za ljudska prava (1998.)

#### Regionalne (u Europi)
- Europska konvencija o ljudskim pravima
- Europska socijalna povelja
- Europska konvencija o sprečavanju mučenja i neljudskog ili ponižavajućeg postupanja ili kažnjavanja
- Europska konvencija o državljanstvu
- Okvirna konvencija o zaštiti nacionalnih manjina
- Europska povelja o regionalnim ili manjinskim jezicima
- Povelja Europske unije o temeljnim pravima
- Konvencija Vijeća Europe o borbi protiv trgovine ljudima
- Konvencija Vijeća Europe o sprečavanju i borbi protiv nasilja nad ženama i nasilja u obitelji

#### Regionalne (ostale)
- Afrička povelja o ljudskim pravima i pravima naroda
- Afrička povelja o pravima i dobrobiti djeteta
- Protokol iz Maputa
- Američka konvencija o ljudskim pravima
- Međuamerička konvencija o sprečavanju i kažnjavanju mučenja
- Međuamerička konvencija o prisilnom nestanku osoba
- Konvencija iz Belém do Pare
- Međuamerička konvencija o uklanjanju svih oblika diskriminacije osoba s invaliditetom
- Arapska povelja o ljudskim pravima

## Vezani članci
- Aktivist za ljudska prava
- Pravo međunarodnih ugovora
- Ratifikacija